# Kinh tế học phát triển
Kinh tế học phát triển là một chuyên ngành của kinh tế học ứng dụng đi tìm các phương thức để đưa một nền kinh tế kém phát triển thành một nền kinh tế thịnh vượng, nghiên cứu các đặc trưng kinh tế xã hội điển hình của một nền kinh tế kém phát triển từ quan điểm về nỗ lực của các hộ gia đình cũng như doanh nghiệp. Kinh tế học phát triển sử dụng tích cực các phương pháp nghiên cứu của kinh tế học vĩ mô khi nghiên cứu các nguyên nhân của phát triển kinh tế, các phương pháp của kinh tế học vi mô, và có thể bao gồm cả việc sử dụng các phương pháp toán học trên cơ sở toán cơ học như các phương trình vi phân và tối ưu hóa liên thời gian, hoặc sử dụng sự kết hợp giữa các phương pháp định lượng và định tính. Kinh tế học phát triển kết hợp các chiến lược về chính trị và xã hội để đưa được ra những kế hoạch về phát triển tại các nước thế giới thứ ba.